# ピカレスク・コメディのための序曲
『ピカレスク・コメディのための序曲』（ピカレスク・コメディのためのじょきょく、英語: Overture to a Picaresque Comedy）は、アーノルド・バックスが1930年に作曲した演奏会用序曲。初演は1931年11月に、作品の献呈を受けたハミルトン・ハーティの指揮、ハレ管弦楽団の演奏によって行われた。この作品では音楽に喜劇的要素が結び付けられているが、これは作曲者としては珍しいことだった。表題は『悪漢喜劇のための序曲』とも表記される。

## 概要
バックスが日頃取り組んでいた音楽は、1955年の参考図書である『レコード・ガイド』が評するところの「本質的に気高く、優雅で、ある種の憂鬱な壮大さを成すことが出来る」ものだった。若い頃にはリヒャルト・シュトラウスの作品に魅了されていたバックスであったが、その後は情熱を向ける先をケルトの文化の魅力へと移していた。1930年にハミルトン・ハーティがハレ管弦楽団のために短い序曲を書かないかと接触してきた際、バックスは彼に対して「シュトラウス風の作品」を約束した。生み出された作品について、バックスの伝記作家であるルイス・フォアマンは「この記憶に残る溌溂とした楽曲は、ワルツの時間の道草があって完成する」と述べている。
オックスフォード英語辞典によると「ピカレスク」という言葉は「ひとりの人物の冒険をエピソード風に扱う創作物語のジャンルであり、その人物は往々にして不埒で不誠実でありながらも魅力的な英雄である」される。バックスは次のように記している。「この序曲は特定の戯曲の前奏曲にするためのものではない。これは単純にダルタニャンやカサノヴァといった何らかの人物に関連する楽曲なのである。」フォアマンは「早くにチューバに主題が出てから最後までの間、酔っぱらったファゴットの上に我々はある種のフォルスタッフ的な重みを想像する」とコメントしている。

## 演奏と評価
総譜には1930年10月13日との日付が記されている。初演は作品の献呈を受けたハーティの指揮により、1931年11月19日にハレ管弦楽団が演奏して行われた。評論家のネヴィル・カーダスは、この作品が非常に魅力的であり架空の喜劇の序曲とするに相応しいと考える。その喜劇は「ホーフマンスタールとショーの合作」でなければならないだろうと考え、次のように付け足す。「イングランドの音楽がこれほど自由でここまで大胆、かくも陽気で愛嬌があることはあまりない。」『タイムズ』紙の見解ではこの作品は「陽気で図々しく、その下品さへ向かう傾向は力づくで本能的に上品な作曲者をして羽目を外さしむる」という。

## 楽器編成
フルート3、ピッコロ、オーボエ2、コーラングレ、クラリネット3、バスクラリネット、ファゴット2、コントラファゴット、ホルン4、トランペット3、トロンボーン3、チューバ、ハープ、チェレスタ、打楽器、弦五部。

## 楽曲構成
9分の楽曲の最初と最後を飾る賑やかな主題に挟まれる形で、シュトラウス風と約束されたワルツが挿入される。そこではシュトラウス作品の登場人物であるオクタヴィアンとティル・オイレンシュピーゲルがかくれんぼをする、とカーダスは述べる。

## 録音
ハーティは1935年にロンドン・フィルハーモニー管弦楽団を指揮して本作をコロンビアへ録音している。その後にはディミトリ・ミトロプーロス、イーゴリ・ブケトフ、ブライデン・トムソン、デーヴィッド・ロイド＝ジョーンズらが本作の録音を制作している。